# Anna Nečaevskaja
Anna Aleksandrovna Nečaevskaja (in russo Анна Александровна Нечаевская?; 21 agosto 1991) è una fondista russa.

## Biografia
La Nečaevskaja, attiva in gare FIS dal dicembre del 2009, ha esordito in Coppa del Mondo il 6 febbraio 2011 a Rybinsk (7ª), ai Giochi olimpici invernali a Pyeongchang 2018, dove ha vinto la medaglia di bronzo nella staffetta e si è classificata 10ª nella 10 km, e ai Campionati mondiali a Seefeld in Tirol 2019, dove ha vinto la medaglia di bronzo nella staffetta ed è stata 17ª nella 30 km e 15ª nello skiathlon.

## Palmarès

### Olimpiadi
- 1 medaglia:
  - 1 bronzo (staffetta a Pyeongchang 2018)

### Mondiali
- 1 medaglia:
  - 1 bronzo (staffetta a Seefeld in Tirol 2019)

### Mondiali juniores
- 1 medaglia:
  - 1 argento (staffetta a Otepää 2011)

### Coppa del Mondo
- Miglior piazzamento in classifica generale: 33ª nel 2019